# Chris Speed

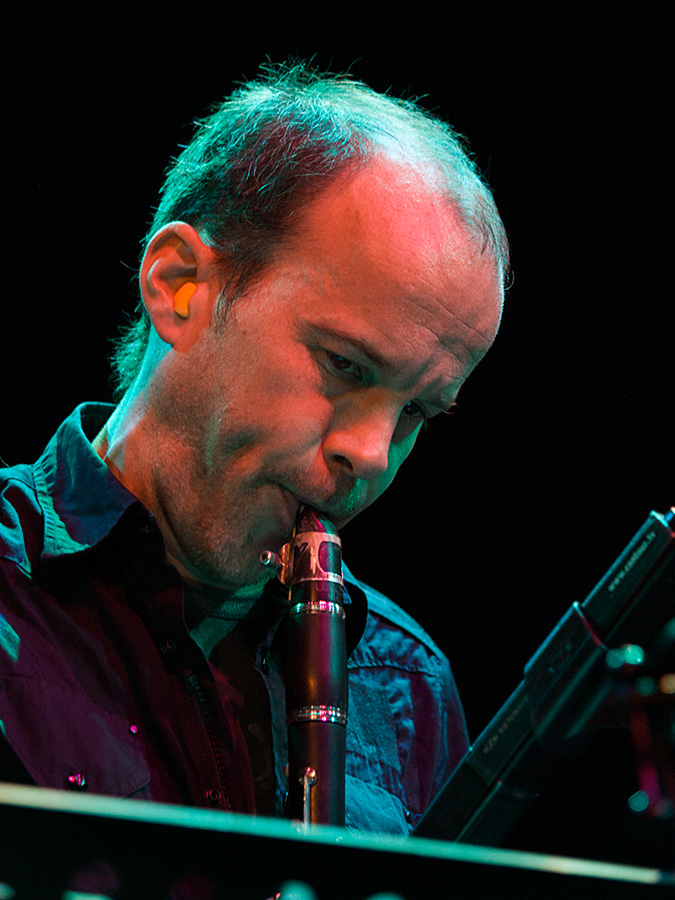
Chris Speed (Moers Festival 2008)

Chris Speed (* 1967 in Seattle, Washington) ist ein US-amerikanischer Saxophonist (Sopran-, Bariton- und Tenorsaxophon) und Klarinettist sowie Komponist und Bandleader des Creative Jazz und der freien Improvisation.

## Leben und Wirken
Chris Speed lernte ab dem fünften Lebensjahr klassisches Klavierspiel, ab dem elften Klarinette; in der Highschool begann er mit dem Spiel auf dem Tenorsaxophon. Er studierte Jazz am New England Conservatory of Music in Boston.
1992 zog Speed nach New York City und war Leader bzw. Co-Leader verschiedener Formationen, zumeist mit dem Schlagzeuger Jim Black wie die Band Pachora, sowie das Ensemble Human Feel; die Band yeah NO; das Trio Iffy.
Des Weiteren arbeitete Speed in George Schullers Formation Orange Then Blue, mit den Künstlern der New Yorker Avant-Jazz-Szene, wie Tim Bernes Band Bloodcount; John Hollenbecks Formation The Claudia Quintet; Jim Blacks Band Alasnoaxis; und der Formation The Clarinets. 1996 arbeitete er mit John Zorn in dessen Bar Kokhba-Projekt mit, im Jahr 2000 bei Nils Wograms Album Odd and Awkward und Franz Koglmanns Album Venus in Transit. 
Chris Speed wirkte bei dem für einen Grammy nominierten Album A Blessing des John Hollenbeck Large Ensemble mit; Speed spielte auch bei Aufnahmen von Myra Melford (The Same River, Twice, 1996), Michael Formanek (Nature of the Beast 1996; The Distance 2016), Jerry Granelli, James Emery 1997, Mark Dresser, Susie Ibarra 1999, Erik Friedlander 1996, Satoko Fujii und mehreren Alben von Dave Douglas mit, wie bei dessen vielbeachteten Album In Our Lifetime von 1994.
Im Jahr 2006 war Speed an der Gründung des unabhängigen Jazzlabels Skirl Records beteiligt, das das musikalische Geschehen der Brooklyner Jazzcommunity dokumentieren soll. Speed spielte auf den ersten Label-Veröffentlichungen, dem Album The Clarinets sowie auf Curtis Hasselbrings The New Mellow Edwards mit. 2011 entstand unter dem Jazzlabel das Album Endangered Blood, das er mit Jim Black, Oscar Noriega und Trevor Dunn einspielte. 2013 erschien Work Your Magic in derselben Besetzung. Mit Dave King am Schlagzeug und Chris Tordini am akustischen Bass gründete er sein Trio, mit dem er seit 2014 die Alben Really OK, Platinum on Tap und Respect for Your Toughness aufnahm. Seit 2021 gehört er zum Quartett The Bad Plus (Complex Emotions, 2024).
2015 gewann Speed in den Down Beat Kritiker-Polls in der Kategorie „Rising Star“.

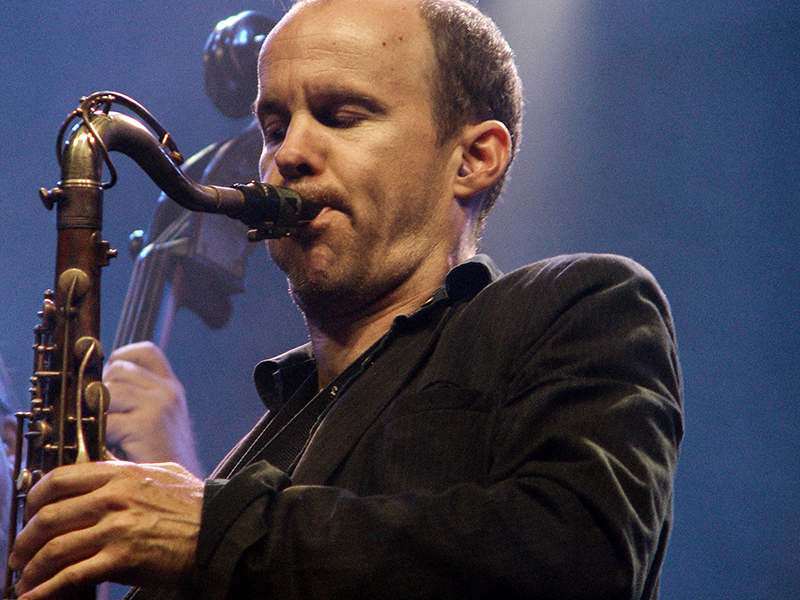
Chris Speeed (2010)

## Diskografische Hinweise
Als Leader/Co-Leader
- 1997 – Yeah No (Songlines)
- 1999 – Deviantics (Songlines)
- 2000 – Trio Iffy (Knitting Factory Records)
- 2000 – Emit (Songlines)
- 2004 – Swell Henry (Squealer)
- 2006 – The Clarinets (Skirl)
- 2017 – Platinum on Tap (Intakt, mit Chris Tordini, Dave King)
- 2019 – Ben Perowsky, John Medeski, Chris Speed: Upstream
- 2020 – Broken Shadows Live

mit Pachora
- 1997 – Pachora (Knitting Factory Records)
- 1999 – Unn (Knitting Factory Records)
- 2000 – Ast (Knitting Factory Records)
- 2003 – Astereotypical (Winter & Winter)

mit Human Feel
- 1989 – Human Feel (Human Use)
- 1992 – Scatter (GM Recordings)
- 1994 – Welcome to Malpesta (New World)
- 1996 – Speak to It (Songlines)
- 2007 – Galore (Skirl)